# Євгенія Шведська
Євгенія Шведська та Норвезька (швед. Eugénie av Sverige och Norge), повне ім'я Шарлотта Євгенія Августа Амалія Альбертіна (швед. Charlotta Eugenia Augusta Amalia Albertina av Sverige och Norge, 24 квітня 1830 — 23 квітня 1889) — принцеса шведська та норвезька, донька короля Оскара I та Жозефіни Лейхтенберзької, композиторка, музикантка, художниця, скульпторка, письменниця та філантропка.

## Біографія
Народилась 24 квітня 1830 року в королівському палаці Стокгольма четвертою дитиною та єдиною донькою кронпринца шведського та норвезького Оскара та принцеси Жозефіни Лейхтенберзької. Мала четверо братів: старших — Карла, Густава та Оскара і молодшого — Августа.
Коли Євгенія була маленькою, то часто відчувала себе самотньою і бажала бути хлопчиком, як її брати.
Він народження мала слабке здоров'я, була підозра на сухоти. Це, разом з малою популярністю Бернадотів як нової династії, допомогло Євгенії уникнути шлюбу. У 1844 році помер її дід, Карл XIV, його трон успадкував батько Євгенії під іменем Оскара I. Два роки потому Євгенія супроводжувала брата Карла у його подорожі до Пруссії, з думкою, що може бути там представлена як перспективна наречена, але ніяких серйозних переговорів на цю тему не було. 

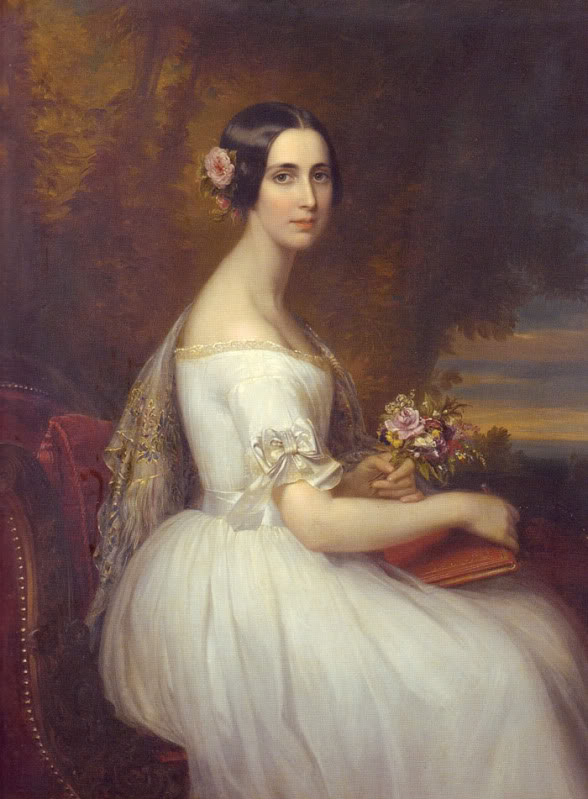
Євгенія бл. 1860 року

У 1852 році Євгенія із матір'ю і братом Густавом супроводжувала батька до Бад-Кіссінгену на лікування. На зворотному шляху Євгенія перенесла пневмонію, а її улюблений брат Густав помер від черевного тифу. Це дуже вплинуло на аристократку, оскільки вона була активною християнкою і цікавилася духовністю. Проте не притримувалася однієї гілки християнства, а прослуховувала декілька з них.

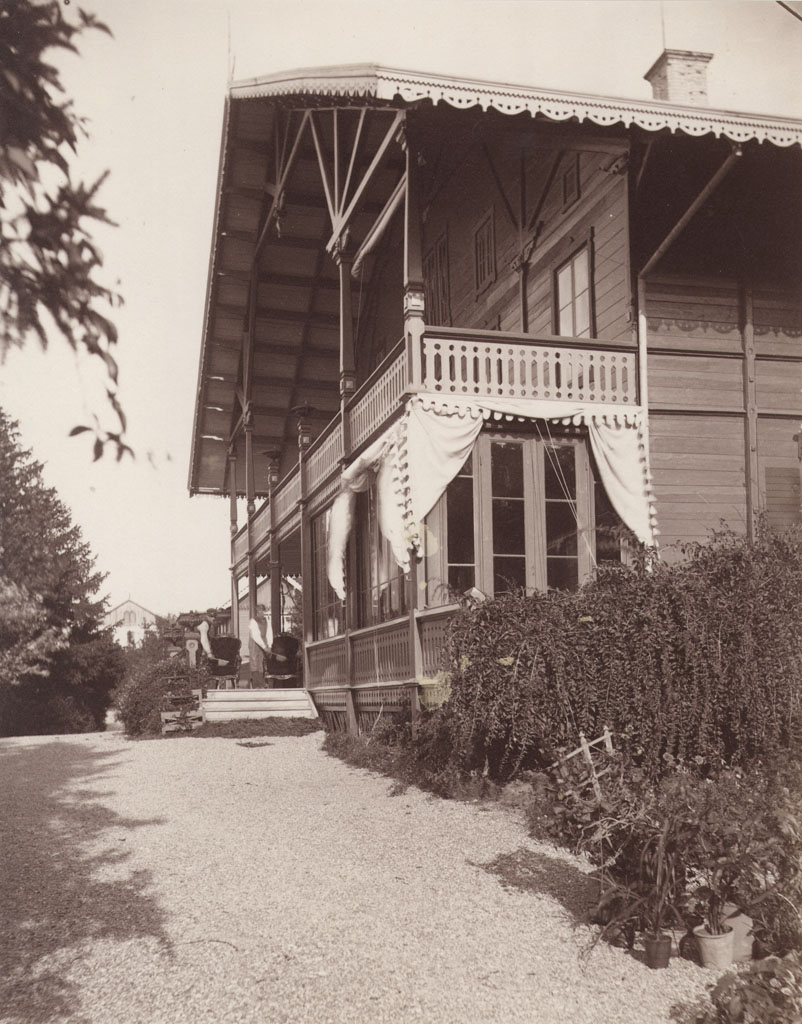
Вілла «Фрідгем»

Згодом Євгенія сказала, що життя поза шлюбом дало їй змогу стати незалежною. Коли у Швеції було введено у 1858 році поняття повноліття для дорослих неодружених жінок (спочатку, лише за зверненням), принцеса Євгенія була першою, хто подала запит на нього і юридично отримала самостійність.
Взимку, через стан здоров'я, Євгенія могла користуватися лише кількома кімнатами замку, в яких підтримувалася стала висока температура. Її лікар Магнус Гус порадив принцесі м'який та сприятливий клімат Готланду. Вперше вона приїхала туди влітку 1859 року. Після цього придбала у 1860 році великий пляж на крутому схилі в бік моря з видом на Геклінт. Тоді ж і почалося будівництво головної будівлі у швейцарському стилі. Вілла вийшла дерев'яною, у три поверхи, із скляною верандою. Весь комплекс мав у своєму складі пляжний будиночок, гостьовий дім, господарські будівлі та хлів. У тодішньому дусі часу принцеса створила ще парк на скелях, де павільйони, руїнами та водоспади контрастували із терасами, садами та екзотичними деревами. Від початку 1860-х років Євгенія регулярно проводила літо на Готланді. Після 1864 року до неї часто долучалася дружина брата Августа Тереза, з якою вони швидко знайшли спільну мову. Найкращою ж її подругою була складачка псалмів Ліна Санделл. До себе на Фрідхем принцеса запрошувала артистів, художників, музикантів та письменників.
Євгенія цікавилася багатьма видами мистецтва. Вона створювала музику, писала вірші, ліпила скульптури та писала картини з щоденного життя королівського двору. Використовувала псевдонім «E******». Серед її музичних творів: п'єси для фортепіано, вальси, мазурки, марші та пісні. Ті композиції для квартетів, дуетів та хору, що були написані для арфи, на власні вірші, згодом інтерпретувалися як арії. Також Євгенія Шведська написала біографічну книгу французькою «Шведські принцеси» («Les princesses de la Suède»), надруковану 1864 року та перекладену шведською. Книга була представлена на виставці у Стокгольмі 1866 року.  
Прибутки від своїх творів принцеса Шведська використовувала для фінансування соціальних проектів. Жінки, що мали королівський статус, тоді були повинні займатися благодійництвом, але для Євгенії це було покликанням, а не обов'язком. Вона настільки вільно віддавала усім свої гроші, що король видав наказ для губернаторів усіх міст, які вона відвідувала, «захищати» її від «нахабних жебраків». Біля своєї вілли, викупивши ближні землі, збудувала 1866 року дитячий будинок для хлопчиків, а кілька років потому — ще один для дівчаток. Євгенія Шведська створила будинки для літніх людей у Стокгольмі та Готланді.
Власне слабке здоров'я розвинуло у філантропки цікавість до медицини. Принцеса також заснувала кілька закладів для невиліковно хворих.
Євгенія Шведська померла о 00.45 23 квітня 1899 року за день до свого 59-річчя. Похована у склепінні під каплицею Бернадоттів у кірсі Ріддархольмен. Фрідхем вона заповіла своєму небожу, принцу Оскару.